# دفعرهو (حديبو)

تعديل مصدري - تعديل

دفعرهو إحدى قرى مديرية حديبو التابعة لمحافظة سقطرى، بلغ تعداد سكانها 83 نسمة حسب تعداد اليمن لعام 2004.